# Alexandre Labrouste
Pour les articles homonymes, voir Labrouste.
Pierre Victor Alexandre Labrouste, né le 4 mars 1796 à Paris, ville où il est mort dans le 5e arrondissement le 18 février 1866, est un juriste et pédagogue, directeur du collège Sainte-Barbe de 1838 jusqu’à sa mort.

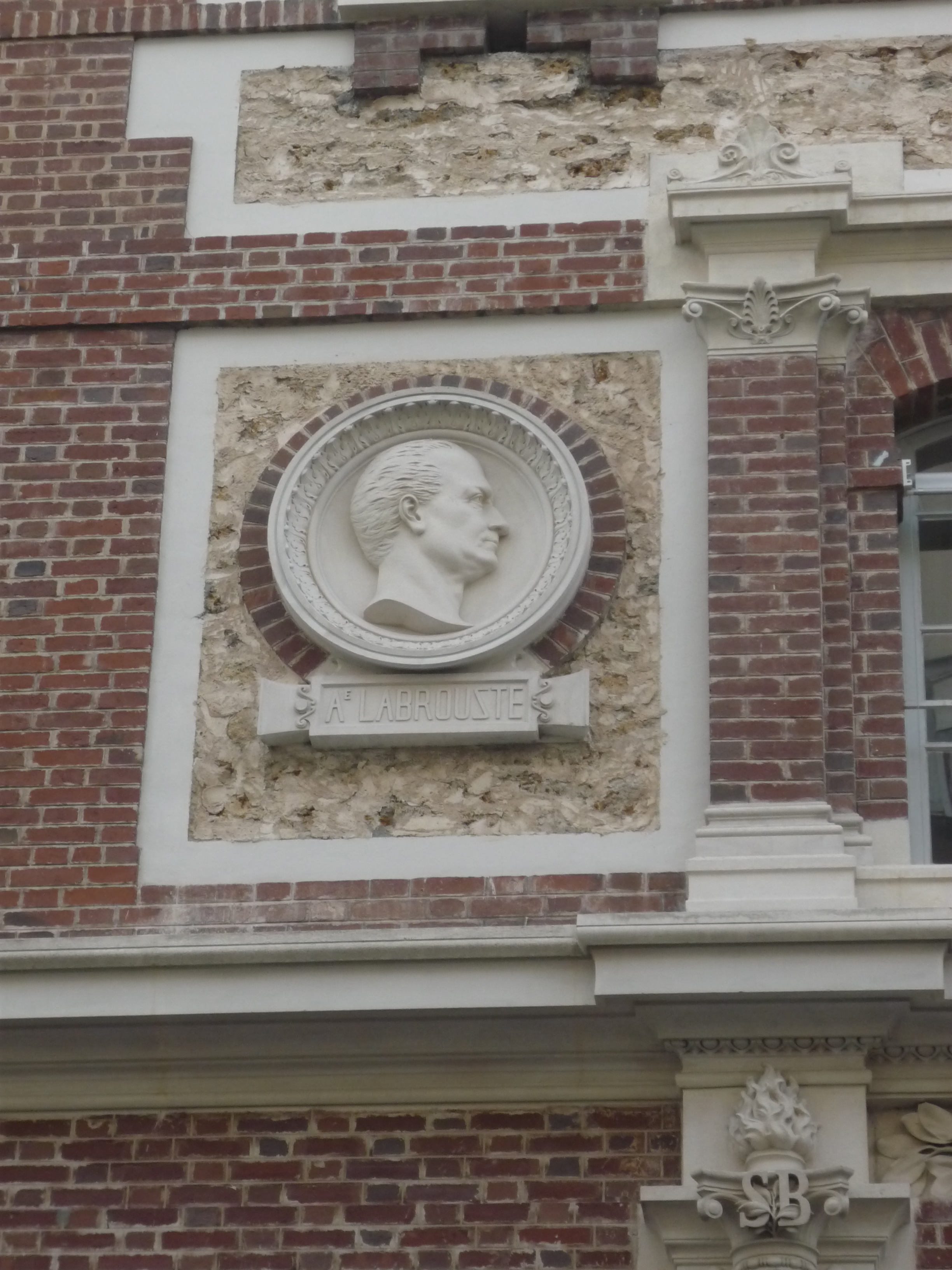
Portrait d'Alexandre Labrouste en médaillon sur la façade du collège Sainte-Barbe (1884).

## Origines familiales
Né à Paris sous le Directoire, Alexandre Labrouste est issu d’une famille de juristes bordelais favorables aux idées révolutionnaires mais toutes girondines dans leur modération. Ainsi, son père, François-Marie-Alexandre Labrouste, membre du Conseil des Cinq-Cents en 1796 puis du Tribunat jusqu’en 1807, sera à ce titre un soutien utile à l’Empire. Parmi ses trois frères, Alexandre comptera deux architectes de renom, Théodore, né en 1799, et Henri, né en 1801, célèbre auteur de la bibliothèque Sainte-Geneviève sur la place du Panthéon.
Élève au collège Sainte-Barbe à la suite de son frère aîné, Labrouste y fait preuve de qualités si remarquées par Victor de Lanneau, le directeur de l’Institution, que ce dernier en vient à regretter publiquement son départ. 
Après son succès au baccalauréat, il entreprend des études de droit pour acquérir ensuite une charge d’avoué dans la capitale. Il démontre dans ces fonctions d’un sérieux et d’une efficacité qui lui valent, selon les contemporains, l’estime de ses collègues comme celle de ses clients. Le 27 septembre 1820, il se marie avec Julie Andrieux, fille aînée de François Andrieux, littérateur mais d’abord juriste comme son père qui l’a, de plus, côtoyé au Tribunat comme au Conseil des Cinq-Cents.

## La direction du collège Sainte-Barbe
Au début de la Monarchie de Juillet, « barbiste » engagé, Labrouste intervient régulièrement dans la bonne marche du collège, notamment au sein de sa Société des actionnaires mais surtout de sa Commission de surveillance. Depuis 1835, il en assure les fonctions de secrétaire pour se voir proposer, trois ans plus tard, à la suite d'Adolphe de Lanneau, la direction de l’Institution.
Labrouste, qui espère alors devenir juge de paix pour ensuite entrer au tribunal de première instance de Paris comme magistrat, après avoir refusé cette offre, l’accepte quand il apprend que le poste qu’il visait a été donné à un confrère. Cette solution lui plaît d’autant plus qu'il manifeste depuis toujours d’un fort intérêt pour les questions pédagogiques.
Soucieux d’offrir à Sainte-Barbe les conditions de sa pérennité, il met toutefois des conditions à son arrivée. D’abord que les dettes de l’institution – alors importantes au point d’en menacer la survie - soient totalement éteintes et qu’ensuite, clé puissante de réussite, que lui soit donnée carte blanche dans le choix des enseignants et de ses collaborateurs, du plus humble au plus élevé en grade. 
Dès sa prise de fonctions, l’objectif prioritaire de Labrouste est l'amélioration des locaux qui sont à cette date dans un état déplorable. Après deux années d’incertains conflits juridiques, il parvient à racheter la totalité des bâtiments et des terrains, y compris en mobilisant ses fonds personnels. Il peut dès lors reconstituer l’emprise du collège d’origine et même y ajouter certaines parcelles voisines. Le Directeur a ainsi la possibilité de lancer, dès 1840, la construction de l’établissement moderne, dont il rêve depuis sa prise de fonctions. Mené d’après les plans et sous la direction de ses deux frères, Théodore et Henri, le chantier est terminé en 1853.
Labrouste dispose, dès lors, d’un outil dont la modernité frappe les observateurs de l’époque : clarté des salles, espaces généreux et fonctionnels, chauffage collectif efficace, habile combinaison dans la construction de matériaux à faible coût. À partir de cet instant, le directeur de Sainte-Barbe va donner à son établissement un développement sans précédent. Preuve du succès de l’entreprise, les effectifs triplent et dépassent le millier d’élèves en une dizaine d’années. 

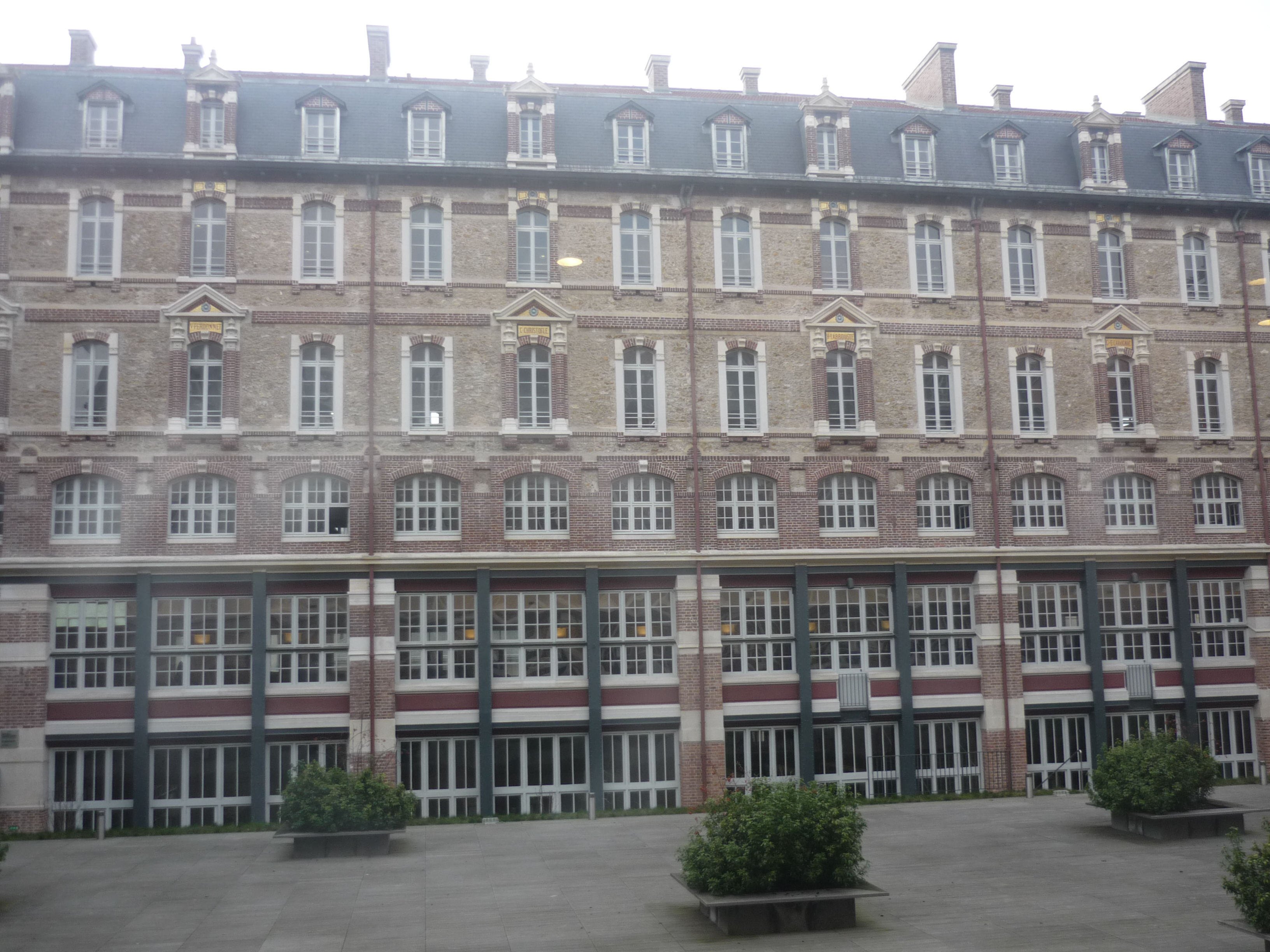
Façade du collège Sainte-Barbe dans la cour intérieure, œuvre d'Ernest Lheureux, élève d'Henri Labrouste, 1881-1884.

Au cœur de cette dynamique, Labrouste a saisi dès 1835 que l’attractivité d'une structure provient d’abord, non pas de la qualité des études initiales offertes aux élèves en début de cursus, mais, par effet inversé, de l’efficacité des préparations permettant aux élites d’intégrer les écoles d’État fondées par la Révolution puis affermies par l’Empire, ainsi Normale supérieure ou Polytechnique. La création de ces classes préparatoires, appelée par Labrouste « Instituts préparatoires aux écoles spéciales du gouvernement » établit définitivement la réputation de l'établissement : en 1853, plus du tiers de la promotion reçue à l’X sort de Sainte-Barbe. 
Autre intuition géniale, Labrouste crée enfin une annexe hors de la capitale pour les collégiens. Cette fondation permet de répondre au manque de place du site parisien qui bride la croissance des effectifs des classes préparatoires. Elle souscrit aussi aux bienfaits de l’hygiène moderne permis par l'éloignement de la ville afin de favoriser le développement harmonieux des jeunes enfants. Ouverte en 1852 à Fontenay-aux-Roses, cette propriété accueille ses internes au cœur d’un parc et des locaux aménagés par Théodore. Les effectifs, inférieurs à la centaine lors de l’ouverture, passent à plus de quatre cents élèves en quelques années.

## Un directeur d’élite pour un public d’élite
Assurant avec constance un véritable sacerdoce fait de grandes et de petites servitudes, le directeur, secondé par des adjoints d’élite, souvent barbistes, agrégés de l’Université et par ailleurs professeurs de haute volée (ainsi Alphonse Blanchet mais surtout Aimé Godart, futur fondateur de l'École Monge), s’applique aussi à améliorer les méthodes pédagogiques. Il met en place un système d'apprentissage tout entier construit sur le résultat. Ainsi, l'évaluation est basée sur un contrôle incessant qu'on qualifie, terme appelé à faire florès, de « colles » constituées d'interrogations orales très fréquentes auxquelles sont soumis deux élèves choisis au hasard. Les notes attribuées, puis les moyennes qui en découlent, donnent lieu ensuite à des classements trimestriels. Habitués à cette réitération constante des conditions de passation des concours - à cette époque uniquement oraux - les élèves de Sainte-Barbe affrontent ces derniers avec une efficacité inégalée.
Labrouste interdit aussi le bizutage, tradition enracinée dans tous les établissements de la montagne Sainte-Geneviève, le remplaçant par un tutorat individuel des nouveaux élèves par les anciens. Cette reprise en main, peut-être un peu contradictoire avec les préceptes libéraux de Lanneau, conduit d'ailleurs au début de sa mise en œuvre, une partie des élèves à s'y opposer. À deux reprises, en mars 1844, puis en janvier 1847, les internes se soulèvent contre la direction, saccagent les locaux en réclamant des droits dont la diversité étonne. Par une fermeté sans concession qui passe souvent par l'exclusion définitive, Labrouste reprend les choses en main. Aucune révolte ne sera à relever dans les décennies qui suivront.
Signe d'un sens de l'autorité inséparable de ce qui précède, Labrouste entretient avec les différents ministres de l’instruction publique, notamment sous le Second Empire, des relations qui, quoique régulières, ne l'empêchent pas d'affirmer ses convictions quand elles visent à assurer la pérennité de Sainte-Barbe. Ainsi, il s’oppose publiquement en 1852 à Fortoul lorsque ce dernier lance son « système de bifurcation » qui sépare, dès la classe de 4e, les études de lettres de celles des sciences, débuts timides d'une spécialisation des parcours scolaires. Faisant fi des instructions, Labrouste ne change pas l’organisation de son établissement jusqu'à l'abandon, à bas bruits, de cette réforme aventureuse. Les ministres suivants, Rouland mais surtout Duruy, abordent à leur tour l'institution de la rue Valette avec un intérêt mâtiné de méfiance et surtout de prudence, compte tenu des soutiens qu'elle connait alors dans tous les échelons de l’État.
Directeur hors pair constamment soutenu par ses mandants de 1838 à sa mort brutale en fonction - à 70 ans - en 1866, très supérieur à ses successeurs, Alexandre Labrouste apparaît pour ces raisons un témoin intéressant de la situation du système éducatif dans une période fondatrice, celle qui précède les lois scolaires de la IIIe République. Paradoxe qui accompagne souvent les victoires des pionniers, beaucoup d'innovations inventées à Sainte-Barbe se retrouveront à divers titres dans l'enseignement public, non sans affaiblir les établissements privés. En effet, en adoptant quelques traits de son organisation mais surtout ses principes d'excellence, le nouveau pouvoir donnera à ses lycées, notamment parisiens, les clés d'un irrésistible triomphe. 

## Sources
- Jules Quicherat, Histoire de Sainte-Barbe, collège, communauté, institution, Paris, Hachette, 1460-1864, 3 vol.